# دهه ۱۲۳۰ (میلادی)
دهه ۱۲۳۰ (میلادی) صد و بیست و سومین دهه تقویم میلادی است.
‎